# Santeny
 Santeny  es una comuna y población de Francia, en la región de Isla de Francia, departamento de Valle del Marne, en el distrito de Créteil y cantón de Villecresnes.
Su población municipal en 2007 era de 3 610 habitantes.
Está integrada en la Communauté de communes du Plateau Briard .

## Demografía
| 380 | 366 | 455 | 377 | 479 | 451 | 445 | 457 | 455 | 460 | 203 | 208 | 419 | 411 | 407 | 389 | 397 | 393 | 394 | 377 | 413 | 455 | 511 | 461 | 688 | 666 | 701 | 774 | 2 242 | 2 621 | 2 810 | 3 140 | 3 610 |
| Para los censos de 1962 a 1999 la población legal corresponde a la población sin duplicidades (Fuente: INSEE [Consultar]) |     |     |     |     |     |     |     |     |     |     |     |     |     |     |     |     |     |     |     |     |     |     |     |     |     |     |     |       |       |       |       |       |